# 景阳布依族乡
景阳布依族乡，是中华人民共和国贵州省黔东南苗族侗族自治州麻江县一个已撤销的民族乡。
2012年时，下辖景阳村、大坪村、河边村、茶山村、茅草村。2013年5月24日，贵州省人民政府批复同意撤销景阳布依族乡，将其所辖行政区域划归谷硐镇。